# Lotbinière (municipalité régionale de comté)
Pour les articles homonymes, voir Lotbinière.
Lotbinière est une municipalité régionale de comté (MRC) du Québec (Canada) d'environ 36 424 habitants dans la région de Chaudière-Appalaches. Le chef-lieu est Sainte-Croix.
Les habitants de la MRC sont des Lotbiniérois, mais les habitants de la municipalité de Lotbinière sont des Lotbiniériens.
La MRC a une densité de 20,5 habitants/km2 et a une superficie de 1 687 km2.

## Géographie
La MRC de Lotbinière comporte plusieurs différentes unités de paysage.

### Le fleuve et son littoral
Le fleuve Saint-Laurent et son littoral bornent la partie nord-ouest de la MRC.

### La terrasse fluviale
Du fleuve et de son littoral commence une terrasse fluviale, qui traverse plusieurs municipalités au bord du fleuve telles que Leclercville, Lotbinière, Sainte-Croix et Saint-Antoine-de-Tilly. Cette grande étendue plane s'incline localement vers le fleuve et permet une exploitation agricole. L'orientation des terres témoigne du régime seigneurial en étant alignée perpendiculairement à l'axe du fleuve. Les surfaces boisées représentent environ le quart de la superficie et sont majoritairement constituées d'essences feuillues.

### La plaine de Lotbinière
La plaine de Lotbinière, située au sud-est de la terrasse fluviale, comprend la majeure partie de la MRC. La plaine se divise en deux grands types d'étendues : des étendues forestières et des rangs agricoles.
La seigneurie de Joly est un paysage forestier situé dans le nord-ouest de la MRC. Les essences dans ce secteur sont majoritairement feuillues, et près de 10% des exploitations acéricoles de la MRC se retrouvent dans ce secteur.
Le centre de la MRC a un paysage forestier à essences résineuses qui est dominé par des tourbières. Divers paysages forestiers sont éparpillés sur l'ensemble de la plaine de Lotbinière. Les rangs agricoles sont aussi fortement représentés dans la plaine de Lotbinière. De grands champs en culture, des pâturages, des fourrages et des bâtiments agricoles témoignent des rangs d'agriculture présents également.

### Le piedmont des Appalaches
Ce paysage, situé au sud-est de la plaine de Lotbinière, comporte des pentes significatives variant entre 6% et 15% et des altitudes oscillant entre 180 mètres et 380 mètres. Le piedmont des Appalaches est principalement formé de secteurs boisés, surtout de type mixte, où les essences feuillues et résineuses grandissent en même temps. Cette unité de paysage présente plus de 17% des exploitations acéricoles de l'ensemble de la MRC. Les rivières Beaurivage, Bécancour et Filkars font partie de ce paysage.

### Les basses collines des Appalaches
Ce paysage se caractérise par la présence de collines avec des altitudes variant entre 320 mètres et 700 mètres. Cette partie est boisée à plus de 90%. Il y a présence forte d'exploitation acéricole, qui représente environ 11% de la production de la MRC. Cette unité de paysage est l'hôte du mont Sainte-Marguerite (698 mètres) et du mont Handkerchief (660 mètres) à Saint-Sylvestre. Ce sont les deux points les plus élevés de la MRC.

### Subdivisions limitrophes
Étant à la limite ouest de la région administrative de Chaudière-Appalaches, la MRC est voisine des MRC faisant partie de la région administrative du Centre-du-Québec comme L'Érable et Bécancour.
Au nord, de l'autre bord du fleuve Saint-Laurent, elle envoisine la MRC de Portneuf, qui fait partie de la région administrative de la Capitale-Nationale.
La ville de Lévis est situé au nord-est de la MRC, qui est également entourée à l'est par la MRC de la Nouvelle-Beauce. Au sud, il y a la MRC des Appalaches et au sud-est il y a la MRC de Beauce-Centre.

### Municipalités
Les deux municipalités les plus populeuses de la MRC sont Saint-Apollinaire (7 449 habitants en 2020) et Saint-Agapit (4 468 habitants en 2020). Les deux municipalités les moins populeuses de la MRC sont Leclercville (480 habitants en 2020) et Lotbinière (803 habitants en 2020).
Les deux municipalités les plus densément peuplées sont Laurier-Station (densité de 211,8 habitants/km2 en 2020) et Saint-Apollinaire (densité de 73,2 habitants/km2 en 2020). Les deux municipalités les moins densément peuplées sont Leclercville (densité de 3,5 habitants/km2 en 2020) et Sainte-Agathe-de-Lotbinière (densité de 6,8 habitants/km2 en 2020).
Les deux municipalités avec les plus grandes superficies sont Saint-Gilles (superficie de 177,43 km2 en 2020) et Sainte-Agathe-de-Lotbinière (superficie de 166,99 km2 en 2020). Les deux municipalités avec les moins grandes superficies sont Laurier-Station (superficie de 12,16 km2 en 2020) et Saint-Antoine-de-Tilly (superficie de 60,20 km2).

### Tableau des municipalités
| Nom                                 | Statut                   | Population 2021 | Superficie (km²) | Densité (hab./km²) | Ref |
| ----------------------------------- | ------------------------ | --------------- | ---------------- | ------------------ | --- |
| Dosquet                             | Municipalité             | 935             | 64,5             | 14,5               |     |
| Laurier-Station                     | Municipalité de village  | 2 570           | 12               | 214,17             |     |
| Leclercville                        | Municipalité             | 491             | 135,5            | 3,62               |     |
| Lotbinière                          | Municipalité             | 855             | 100              | 8,55               |     |
| Notre-Dame-du-Sacré-Cœur-d'Issoudun | Municipalité de paroisse | 867             | 60,6             | 14,31              |     |
| Saint-Agapit                        | Municipalité             | 4 505           | 64               | 70,39              |     |
| Saint-Antoine-de-Tilly              | Municipalité             | 1 682           | 59,6             | 28,22              |     |
| Saint-Apollinaire                   | Municipalité             | 7 968           | 98,17            | 81,17              |     |
| Sainte-Agathe-de-Lotbinière         | Municipalité             | 1 049           | 166,7            | 6,29               |     |
| Sainte-Croix                        | Municipalité             | 2 529           | 72,4             | 34,93              |     |
| Saint-Édouard-de-Lotbinière         | Municipalité de paroisse | 1 240           | 98,5             | 12,59              |     |
| Saint-Flavien                       | Municipalité             | 1 619           | 65,8             | 24,6               |     |
| Saint-Gilles                        | Municipalité             | 2 859           | 180,8            | 15,81              |     |
| Saint-Janvier-de-Joly               | Municipalité             | 1 079           | 111,4            | 9,69               |     |
| Saint-Narcisse-de-Beaurivage        | Municipalité de paroisse | 1 152           | 60,8             | 18,95              |     |
| Saint-Patrice-de-Beaurivage         | Municipalité             | 1 109           | 85,5             | 12,97              |     |
| Saint-Sylvestre                     | Municipalité             | 1 019           | 148,1            | 6,88               |     |
| Val-Alain                           | Municipalité             | 986             | 102,9            | 9,58               |     |
| Total                               | Total                    | 34 586          | 1 687            | 20,5               |     |

## Histoire

### Seigneuries
La MRC de Lotbinière est située sur le territoire de plusieurs anciennes seigneuries établies de 1636 à 1738.
La première seigneurie établie est celle de Lauzon, en 1637, qui comprenait une partie de la municipalité de Saint-Narcisse-de-Beaurivage.
La seigneurie de Sainte-Croix fut établie en 1637 également et comprenait des parties des municipalités actuelles de Sainte-Croix, Issoudun, Laurier-Station, Saint-Flavien, Dosquet et Sainte-Agathe-de-Lotbinière.
La seigneurie de Tilly a été établie en 1672 et comprenait des parties des municipalités de Saint-Antoine-de-Tilly et Saint-Apollinaire.
La seigneurie de Duquet a été établie en 1672 et comprenait une partie de la municipalité de Saint-Antoine-de-Tilly.
La seigneurie de Bonsecours a été établie en 1672 et comprenait des parties des municipalités de Sainte-Croix et Issoudun.
La seigneurie de Lotbinière a été établie en 1672 et comprenait les municipalités de Lotbinière, Leclercville, Saint-Édouard-de-Lotbinière, Val-Alain et Saint-Janvier-de-Joly. Elle comprenait aussi des parties des municipalités de Sainte-Croix et Issoudun.
La seigneurie de Deschaillons a été établie en 1674. Elle comprenait des municipalités qui faisaient partie du comté de Lotbinière mais ne font pas partie de la MRC : Deschaillons-sur-Saint-Laurent, Parisville, Fortierville et Sainte-Françoise.
La seigneurie Des Plaines a été établie en 1737 et comprenait des parties des municipalités de Saint-Agapit, Saint-Flavien, Issoudun et Sainte-Croix.
La seigneurie de Gaspé a été établie en 1738 et comprenait des parties des municipalités de Saint-Agapit, Saint-Apollinaire et Saint-Gilles.
La dernière seigneurie à être établie a été la seigneurie de Saint-Gilles (ou Beaurivage), en 1738. Elle comprenait les municipalités de Saint-Gilles, Saint-Patrice-de-Beaurivage et Saint-Sylvestre. Elle comprenait aussi la majeure partie de Saint-Narcisse-de-Beaurivage. Des parties de Saint-Agapit, Dosquet, Saint-Flavien et Sainte-Agathe-de-Lotbinière étaient aussi dans cette seigneurie.

### Peuplement
Le peuplement de la MRC s'est effectué le long de grands axes naturels. La voie navigable du Saint-Laurent était le premier axe naturel, et les municipalités de Sainte-Croix, Lotbinière et Saint-Antoine-de-Tilly en resultèrent. Cette denière est la plus ancienne de ces municipalités.
En suite, des rangs se sont ouverts vers les terres et près des forêts, ce qui a donné naissance à des municipalités dont Saint-Édouard-de-Lotbinière. La construction des chemins Craig et Gosford favoriseront davantage la naissance de nouvelles municipalités, comme Saint-Gilles, Saint-Sylvestre, Saint-Patrice-de-Beaurivage, Saint-Narcisse-de-Beaurivage et Sainte-Agathe-de-Lotbinière.
Les terres inoccupées du territoire verront naître les municipalités de Saint-Flavien, Saint-Agapit, Dosquet, Laurier-Station, Saint-Janvier-de-Joly et Val-Alain. La création de ces municipalités a été favorisée par la construction du chemin de fer.

### Comté de Lotbinière
Une grande partie des municipalités comprises dans la MRC étaient regroupées dans le comté de Lotbinière à partir de 1855 jusqu'à la création de la MRC.

## Administration

### Liste des préfets
Source,,,,
| Période                                  | Période  | Identité        | Étiquette                            | Qualité |
| ---------------------------------------- | -------- | --------------- | ------------------------------------ | ------- |
| 1980                                     | 1983     | Maurice Faucher | Maire de Saint-Janvier-de-Joly       |         |
| 1983                                     | 1993     | Benoit Côté     | Maire de Saint-Apollinaire           |         |
| 1993                                     | 2001     | Rosaire Blais   | Maire de Saint-Patrice-de-Beaurivage |         |
| 2001                                     | 2005     | Rénald Mongrain | Maire de Dosquet                     |         |
| 2005                                     | 2017     | Maurice Sénécal | Maire de Lotbinière                  |         |
| 2017                                     | En cours | Normand Côté    | Maire de Saint-Flavien               |         |
| Les données manquantes sont à compléter. |          |                 |                                      |         |

### Directeurs généraux
- 1982-2015: Daniel Patry
- 2015-présent: Stéphane Bergeron

## Démographie
Lotbinière est la MRC qui a connu le plus grand taux de croissance de population en Chaudière-Appalaches entre 2019 et 2020.
| 1986   | 1991   | 1996   | 2001   | 2006   | 2011   | 2016   | 2021   |
| ------ | ------ | ------ | ------ | ------ | ------ | ------ | ------ |
| 26 187 | 26 633 | 26 921 | 26 851 | 27 425 | 29 617 | 31 741 | 34 586 |

## Éducation
La MRC contient plusieurs écoles primaires, deux écoles secondaires, un centre d'études pour adultes et un centre d'études collégiales.

### Écoles primaires
Voici une liste des écoles primaires en Lotbinière :
Centre de services scolaire des Navigateurs
- École de l'Amitié, à Sainte-Agathe-de-Lotbinière
- École de l'Épervière, à Saint-Agapit
- École de la Berge, à Lotbinière
- École de la Caravelle, à Dosquet
- École de la Caravelle, à Saint-Flavien
- École de la Caravelle, à Saint-Janvier-de-Joly
- École de la Clé-d'Or, à Saint-Antoine-de-Tilly
- École de la Falaise, à Leclercville
- École de la Source, à Laurier-Station
- École des Quatre-Vents, à Saint-Apollinaire
- École des Sentiers, à Saint-Apollinaire
- École du Chêne, à Saint-Édouard-de-Lotbinière
- École Étienne-Chartier, à Saint-Gilles
- École La Mennais, à Sainte-Croix
- École Sainte-Thérèse, à Saint-Agapit

Centre de services scolaire des Bois-Francs
- École Sainte-Thérèse, à Val-Alain

Centre de services scolaire de la Beauce-Etchemin
- École l'Arc-en-Ciel de Saint-Narcisse, à Saint-Narcisse-de-Beaurivage
- École l'Astrale, à Saint-Sylvestre
- École la Source, à Saint-Patrice-de-Beaurivage

### Écoles secondaires
Voici une liste des écoles secondaires en Lotbinière :
Centre de services scolaire des Navigateurs
- École Beaurivage, à Saint-Agapit
- École secondaire Pamphile-Le May, à Sainte-Croix

### Centres d'études pour adultes
Voici une liste des centres d'études pour adultes :
Centre de services scolaire des Navigateurs
- Sainte-Croix (Point de formation), à Sainte-Croix

### Centres d'études collégiales
Voici une liste des centres d'études collégiales :
- Centre d'études collégiales de Lotbinière, faisant partie du Cégep de Thetford, à Saint-Agapit[16]

## Santé
La MRC de Lotbinière est desservie par plusieurs services de santé dont un CLSC à Laurier-Station.

## Médias

### Journal
Chaque municipalité qui fait partie de cette MRC a son propre journal ou bulletin mensuel. Il y a également des journaux qui couvrent toutes les municipalités de cette MRC en même temps :
- Le Peuple Lotbinière, journal hebdomadaire[19]

## Transport
La voiture est le mode de transport principal en Lotbinière.
Il existe très peu d'options en transport en commun.
Express Lotbinière est la seule compagnie de transport en commun connue.
Les trajets offerts sont:
- Express vers Sainte-Foy : Des bus qui passent à Laurier-Station et Saint-Apollinaire pour se rendre à Québec en passant par Saint-Nicolas[20].
- Express Taxi : Un service de transport en taxi qui fait des trajets des 18 municipalités vers Sainte-Croix, Saint-Flavien, Saint-Agapit, Laurier-Station et Saint-Apollinaire[21].

Le Service de transport adapté Lobicar de Lotbinière est un service réservé aux personnes handicapées de la MRC.
Le vélo est un autre type de transport possible. La Route verte traverse Lotbinière. La partie qui traverse Lotbinière s'appelle le Parc linéaire de la MRC de Lotbinière.